# Подорож до центру Землі (Direct-to-video фільм)
«Подорож до центру Землі» — кінофільм 2008 року.

## Зміст
Лорд Деніссон вирушив у дивну експедицію, а спонукала його інформація про вхід у підземне царство. Довгий час про нього не було жодних звісток і тоді дружина мандрівника вирішує спорядити рятувальний загін та вирушити слідами першопрохідців. Рятувальники знаходять вхід у печеру, через яку спускалася група Деніссона, і пробираються вниз. Замість очікуваних лабіринтів герої потрапляють у дивний і небезпечний світ, де збереглося безліч лютих доісторичних монстрів.

## Ролі
- Рік Шродер
- Вікторія Претт
- Пітер Фонда
- Стівен Грейм
- Майк Допуд
- Джонатан Брюер
- Еліз Левек
- Річард Сайд
- Кармен Мур
- Кен Кірзінгер

## Знімальна група
- Режисер — Т.Дж. Скотт
- Сценарист — Вільям Грей, Томас Баумм
- Продюсер — Роберт Холмі мол., Роберт Холмі ст., Джордж Хорія
- Композитор — Елла, Рене Дюпере, Мартін Лорд Фергюсон